# HD 153791
Désignations
HD 153791 est une étoile double de la constellation de l'Autel. Le composant primaire est de magnitude 6, c'est une étoile blanche de la séquence principale. Le compagnon est de magnitude 12,3 situé à une séparation angulaire de 6,0" avec un angle de position de 249°, à partir de 1999.